# Teologia dell'Olocausto

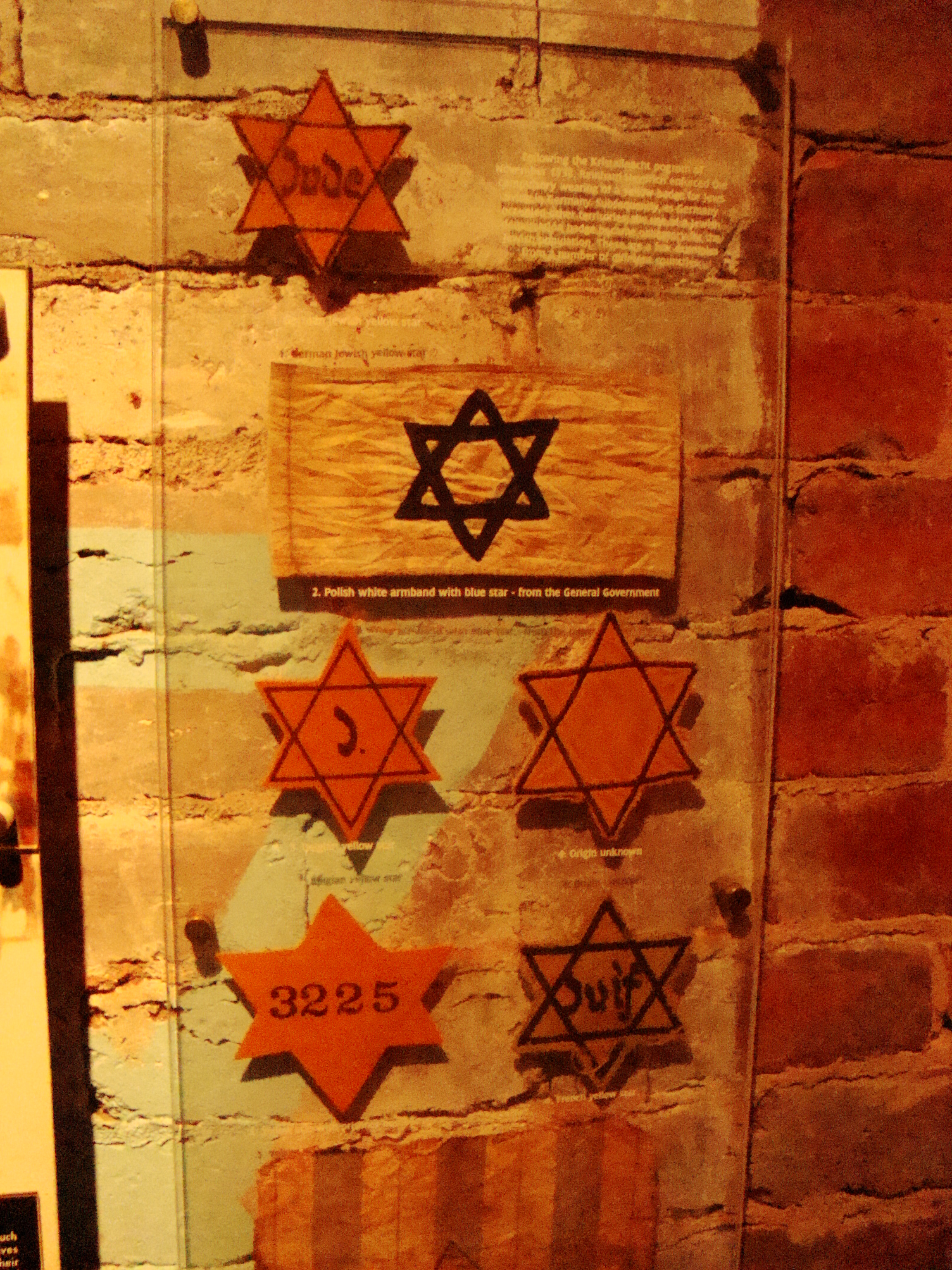
Stelle di David prese da vari campi di sterminio e conservate al Beth Shalom Holocaust Memorial Centre in Inghilterra

Teologia dell'Olocausto (dal greco ὁλόκαυστος (olokaustos, "bruciato interamente", a sua volta composta da ὅλος /holos, "tutto intero", e καίω / kaio, "brucio") si riferisce ad un corpo di dibattiti e riflessioni teologiche e filosofiche, e relativa letteratura, nell'ambito dell'Ebraismo, che tenta di affrontare con diverse opinioni contrastanti, il ruolo di Dio nell'universo e nel mondo del genere umano, alla luce dell'Olocausto avvenuto dai primi anni 1930 fino al 1945, quando circa 11 milioni di persone, tra cui 6 milioni di Ebrei, sono stati sterminati in un genocidio perpetrato dal regime nazista e suoi alleati. La "Teologia dell'Olocausto" viene anche definita come "Theologie nach Auschwitz" (dal tedesco: "teologia dopo Auschwitz" o "teologia post-Auschwitz"), a causa della pratica comune di utilizzare Auschwitz come sineddoche dell'Olocausto nel suo complesso.

## Storia
Questo termine venne usato per la prima volta nel 1940 dalla comunità ebraica in Palestina, in riferimento alla distruzione degli ebrei polacchi (Sho'at yehudei polin). Da allora definisce nella sua interezza il genocidio della popolazione ebraica d'Europa. Ciò spiega come la parola shoah non sarebbe sinonimo di olocausto, in quanto la seconda si riferisce allo sterminio compiuto dai nazisti e loro alleati nei confronti di tutti coloro che vennero imprigionati e uccisi nei campi di concentramento durante il regime di Hitler, quindi non solo ebrei ma anche prigionieri di guerra, persone diversamente abili, persone affette da disturbi mentali, sovietici, italiani (cfr. Armistizio di Cassibile), spagnoli (cfr. Guerra civile spagnola), serbi, slavi, rumeni, ucraini, Rom, Sinti, africani, persone LGBT, intellettuali, comunisti, socialisti, socialdemocratici, anarchici, liberi pensatori, dissidenti tedeschi (cfr. Resistenza tedesca), cattolici, protestanti, pentecostali, testimoni di Geova eccetera, mentre la prima definisce solamente il genocidio degli ebrei.
Indica un corpo di dibattiti e riflessioni teologiche e filosofiche, e relativa letteratura, nell'ambito dell'ebraismo, che tenta di affrontare con diverse opinioni contrastanti, il ruolo di Dio nell'universo e nel mondo del genere umano, alla luce dell'olocausto avvenuto dai primi anni 1930 fino al 1945, quando circa 11 milioni di persone, tra cui 6 milioni di ebrei, sono stati sterminati in un genocidio perpetrato dal regime nazista e dai suoi alleati. La teologia dell'olocausto viene anche definita come Theologie nach Auschwitz (dal tedesco: "teologia dopo Auschwitz" o "teologia post-Auschwitz"), a causa della pratica comune di utilizzare Auschwitz come sineddoche dell'olocausto nel suo complesso.

## L'interpretazione nella teologia ebraica
La varietà di argomentazioni teologiche che gli ebrei hanno articolato sull'olocausto può essere collegata a più ampie tradizioni di pensiero. Al fine di comprendere le loro opinioni in proposito, è utile vedere l'ampiezza e la portata delle tradizionali teodicee ebraiche del male, come anche descrivere le radici delle opinioni filosofiche ebraiche revisioniste moderne e postmoderne.

Cabala: l'albero della vita con il nome delle Sephiroth e i sentieri in ebraico

La tradizione classica della cultura e spiritualità ebraica, rappresentata nei suoi testi storici, comprende molte interpretazioni dell'ebraismo post-esilico e rabbinico. Tali interpretazioni variano da intendimenti legali, o filosofici e complessi, fino a quelle di esoteriche teologie mistiche. Insieme formano una cultura specialistica che gli ebrei hanno sviluppato e portato con sé nella diaspora. Questa tradizione di pensiero si è evoluta da fonti proprie, e talvolta anche attraverso incontri intellettuali con altre tradizioni, dando e a sua volta ricevendo idee. La teologia rivelata dell'ebraismo ha influito sul pensiero occidentale attraverso le sue forme adattate nel cristianesimo.
L'altra fonte della cultura occidentale nasce in parallelo dalla filosofia umanistica della Grecia antica, basata su un pensiero indipendente generato da principi primi.
Quando alla comunità ebraica furono concessi i diritti sociali dopo l'età dell'illuminismo, allora svilupparono le proprie risposte religiose e filosofiche al pensiero moderno. Queste variano da un re-impegno e reinterpretazione dell'osservanza tradizionale, tramite sintesi che comprendono il meglio dei due mondi, e la rivalutazione radicale o revisionista dell'ebraismo storico. In ciascuno di questi approcci, una nuova creatività è emersa, con nuove interpretazioni teologiche e filosofiche. La filosofia chassidica ha sviluppato la mistica ebraica in modi nuovi. L'ortodossia Litvish ha formato nuovi approcci agli studi talmudici e mussarici (introspezione etica). Entrambe queste civiltà dell'Europa orientale hanno continuato l'interpretazione teorica della Cabala lurianica, che è alla base della fede ebraica charedì fino ad oggi. I pensatori dell'ebraismo ortodosso moderno reinterpretano l'ebraismo nel linguaggio della moderna filosofia laica.
L'Haskalah ha generato approcci critici e accademici all'ebraismo, a partire dal movimento tedesco Wissenschaft des Judentums ("Scienza del giudaismo") del XIX secolo. Teologi di confessioni ebraiche non ortodosse hanno espresso una serie di opinioni revisioniste della spiritualità e degli studi ebraici. Nuove scuole di pensiero, come ad esempio l'esistenzialismo ebraico, hanno trovato nuovi significati nella Rivelazione, al di fuori dell'ebraismo ortodosso.
Gli sviluppi storici del pensiero ebraico ritrovano un nuovo significato nelle precedenti tradizioni. I primi studiosi dell'Haskalah respinsero la mistica nell'ebraismo, in comune con il pensiero laico occidentale del loro tempo, e il loro personale desiderio di lasciarsi alle spalle lo Shtetl (in yiddish: שטעטל; plurale shtetlekh שטעטלעך; equivalente al tedesco Städtlein, "piccola città", diminutivo di Stadt, "città"). Questa tendenza fu condivisa con i valori prevalenti dell'Illuminismo occidentale secolare loro contemporaneo, che cerca di razionalizzare la Rivelazione. Il padre filosofico dell'Haskalah, Moses Mendelssohn, poteva quindi cercar di rimuovere le dimensioni mistiche della spiritualità ebraica.
La nascita degli studi accademici della Cabala con Gershom Scholem, e la ricerca di una più profonda spiritualità ebraica nel XX secolo, hanno riscoperto il misticismo ebraico per gli ebrei di tutte le denominazioni odierne. Nuovi movimenti di "rinnovo ebraico" e "neochassidismo", riescono a trovare intuizioni spirituali e filosofiche dal misticismo ebraico, al di fuori dell'ortodossia. Ciò riflette altresì vaste correnti di pensiero nella società occidentale, dagli aspetti non meccanicistici e neo-mistici della scienza e matematica del XX secolo, a interessi filosofici e artistici nei valori di identità culturale.
Gli sviluppi della vita ebraica dell'Ottocento e Novecento comprendono i più grandi cambiamenti e sconvolgimenti in un breve lasso di tempo che mai siano avvenuti nella storia degli ebrei. Simili cambiamenti possono caratterizzare la storia nella sua concezione più ampia, ma l'individualità dell'esperienza ebraica rende il loro incontro con eventi e idee della modernità particolarmente turbolento. Nello spazio di un secolo, hanno vissuto la tragedia dell'olocausto, con la fine dei grandi centri di vita ebraica, seguita dal ritorno storico alla patria biblica, con il simultaneo ristabilimento dello studio e della spiritualità ebraica in Israele e negli Stati Uniti. I due eventi determinanti dell'olocausto e della nascita di Israele influenzano le interpretazioni religiose e filosofiche degli ebrei di oggi. La diversità delle risposte teologiche ebraiche all'olocausto, sono plasmate dalla storia del pensiero ebraico precedente. I grandi testi, le idee e gli sviluppi creativi del pensiero ebraico, danno il contesto alle interpretazioni più recenti. Risposte teologiche tradizionali e revisioniste all'olocausto, si adattano o reinterpretano precedenti idee ebraiche, in modo da esser meglio comprese nel contesto della loro base più estesa. Tra le diverse risposte teologiche (e i loro contesti) che gli ebrei hanno dato all'olocausto, se ne elencano alcune qui di seguito.

## Teologia dell'Olocausto e il problema del male
I tragici eventi in Europa nel secolo XX hanno offerto nuovi soggetti di riflessione sul problema del male, già presente da secoli nel Libro di Giobbe e teologicamente rilevante nelle religioni monoteiste.
Ebraismo, cristianesimo e Islam tradizionalmente hanno insegnato che Dio è onnipotente (può tutto), onnisciente (sa tutto) e infinitamente buono (tutta bontà). Tali affermazioni sembrano essere in stridente contrasto con il fatto che c'è molto male nel mondo. Forse la domanda più difficile che i monoteisti hanno affrontato è come conciliare l'esistenza di questa visione di Dio con l'esistenza del male.
Nell'ambito di tutte le fedi monoteistiche molte risposte (teodicee) sono state proposte. Tuttavia, alla luce della grandezza del male visto durante l'Olocausto, molte persone hanno riesaminato le vedute classiche di questo argomento. Una domanda comune è: "Come può la gente aver ancora qualche tipo di fede dopo l'Olocausto?"

### L'olocausto nel contesto storico
- Nessuna risposta nuova è necessaria: l'olocausto sarà più grande di altre tragedie, o la sua forma e intenti saranno unici, tuttavia teologicamente non è diverso da tanti altri eventi terribili. Connesse con questo punto di vista sono le discussioni comparative sull'unicità dell'olocausto. Si distingue dagli altri genocidi storici e internazionali? È il caso di commemorare le vittime ebree separatamente dalle altre numerose vittime non ebree? Nel pensiero ebraico è di solito visto come un evento fondamentalmente ebraico. Ciò è giustificato dalla natura speciale dell'attacco nazista agli ebrei, nel suo obiettivo essenziale, e dall'intenzione metafisica della filosofia nazista. Dal punto di vista della spiritualità ebraica, può essere visto come una guerra contro il messaggio spirituale di Israele per l'umanità, una lotta contro il biblico Dio d'Israele e la moralità.
- Risposta monoteistica: questa interpretazione potrebbe anche incorporare le vittime non ebree, poiché ritiene il messaggio e ruolo ebraico come una rappresentazione universale di tutti i popoli. Nella storia dello studio dell'antisemitismo, alcuni hanno visto il destino degli ebrei come il primo segnale di più gravi problemi sociali. In questa prospettiva, la loro vulnerabilità e differenza possono renderli primi capri espiatori dell'intolleranza, una specie di "canarino in miniera", il cui destino avverte del pericolo.

Nella storia ebraica, l'olocausto deve essere vista come decisamente diversa da precedenti eventi? Una risposta la vede come continuazione della lunga storia dell'antisemitismo. La storia ebraica ha conosciuto molti eventi calamitosi, alcuni dei quali hanno provocato la distruzione di larghe popolazioni, altri accompagnati da grandi sofferenze. Tra i frequenti episodi di persecuzione, forse due eventi precedenti spiccano come diversi, e possono essere chiamati Churban ("distruzione") nazionale. La distruzione del Regno di Giuda e di Gerusalemme da parte di Nabucodonosor II, sembrò terminare il piano biblico per Israele, distrusse il Tempio di Salomone, molte persone furono uccise e i sopravvissuti esiliati. La distruzione successiva della Giudea e Gerusalemme sotto Tito, ha distrutto il Secondo Tempio e brutalmente sedato la rivolta ebraica. Questa soppressione è stata completata poi sotto Adriano, come reazione ad una seconda rivolta, con ulteriore grossa perdita di vite umane e un secondo esilio della nazione.
In questa prospettiva, l'olocausto è un altro Churban, e potrebbe non richiedere una nuova risposta teologica. Ciò spinge di nuovo ad esaminare la questione del perché le disgrazie capitano ai buoni. Lo scopo della teodicea è quello di cercare di conciliare la fede teologica con l'esistenza della sofferenza. Le grandi tradizioni religiose del mondo, tra cui l'ebraismo, hanno formulato molte risposte diverse a questa domanda.
Tuttavia, dal punto di vista umano, articolare questo sforzo può essere problematico: offrire risposte esaurienti potrebbe essere una insensibilità al dolore; astenersi dal tentare di rispondere potrebbe essere ingiusto. Nella visione che vede una continuità tra la shoah e le tragedie precedenti, essa non dovrebbe quindi cambiare la teologia ebraica.

### I molti aspetti della sofferenza come punizione, espiazione e risoluzione spirituale
L'ebraismo rabbinico ha una dottrina nel Tanakh chiamata mi-penei hataeinu, "a causa dei nostri peccati siamo stati puniti". Secondo il Tanakh, quando delle calamità colpivano il popolo ebraico, i profeti insistevano che la sofferenza era il risultato naturale del trasgredire la legge di Dio, e la prosperità, la pace e la salute ne erano i risultati naturali. In particolare la Torah contiene due brani chiamati Tochachah ("Avvertimenti") nel Levitico e nel Deuteronomio, che sono stati visti come realizzazioni di eventi successivi della storia ebraica.

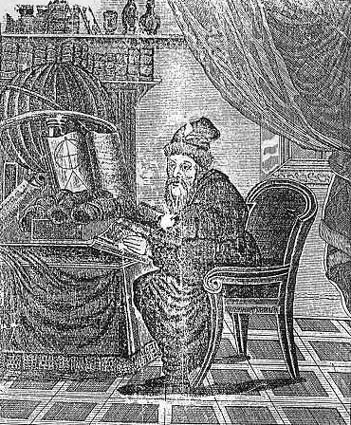
Mosè Maimonide, che ha formulato i 13 principi della fede ebraica

Nel tradizionale pensiero ebraico, alla credenza fondamentale nella ricompensa e punizione (inclusa tra i "Principi ebraici della fede" di Maimonide) è dato più ampio contesto e vengono proposte varie interpretazioni che illustrano i suoi diversi aspetti. Ad esempio, i Profeti più volte hanno rimproverato la popolazione israelita, descrivendo come Dio fosse sdegnato dalle loro azioni e silenzioso ai loro pianti. Quando le calamità avvertite arrivavano, i Profeti ne condividevano la persecuzione, ma talvolta venivano respinti dalle loro genti. Tuttavia, i profeti descrivevano sempre, anche poeticamente, l'amore indissolubile e profondo che Dio provava per tutti loro. Nel pensiero ebraico tradizionale, la punizione divina è il dispiegarsi dei processi dell'attributo di Dio di rigorosa giustizia, solitamente mitigata o ritardata dal suo attributo di misericordia benevola. I fini sono molti e compositi, e possono essere spiegati a livelli inferiori e superiori.
Eticamente, la giustizia di Dio, come la giustizia umana, è un ideale giusto. Proprio come una Mitzvah vieta la vendetta dell'uomo, così le punizioni di Dio non comportano vendetta. Spiritualmente, i commentari midrashici e mistici descrivono come Dio soffra per il dolore dell'uomo, e viene esiliato insieme all'uomo. Il destino della Shekhinah (Presenza Divina) è legata al destino e redenzione dell'uomo. Filosoficamente, i molti livelli di spiegazione tradizionale ebraica per il Fine della Creazione, richiedono che il peccato sia risolto ed espiato attraverso la sofferenza o il pentimento. Il più esoterico di questi, nella Cabala, descrive i sistemi metafisici che danno immenso significato cosmico alle azioni dell'uomo.
In tutti i diversi livelli di spiegazione della punizione, lo scopo ultimo è sempre il fine escatologico e la promessa dell'amore di Dio e la completa redenzione messianica. Dal punto di vista del suo fine ultimo, la sofferenza è vista come un dono divino di amore, ma anche una tragedia divina e umana. La preghiera urgente di Dio e dell'uomo è che le "benedizioni" nascoste "addolciscano" il dolore con le benedizioni rivelate della generosità, attraverso il pentimento e le buone azioni. Questa concezione della sofferenza che deriva dall'amore divino, si articola in modo diverso dai diversi livelli di pensiero ebraico tradizionale, a partire dalle dimensioni "rivelate" della Torah, fino alle sue mistiche dimensioni "nascoste".
Tuttavia, i percorsi alternativi di spiritualità ebraica ne sottolineano le diverse dimensioni. Il percorso del Mussar, porta in primo piano la giustizia di Dio e la ricerca dell'anima da parte dell'uomo. Timore e giudizio divini sono accentuati. Il percorso del misticismo ebraico (Cabala e chassidismo), ristruttura l'ebraismo intorno all'anima interiore divina, dove il dolore è visto come amore, e la presenza di Dio è vista in tutti gli eventi e creazioni. Attingendo dal contesto di tutti questi filoni diversi e concorrenti nella teologia tradizionale ebraica, alcune figure dell'ebraismo ortodosso hanno dato risposte teologiche diverse e opposte all'olocausto.
Storicamente, la risposta biblica e rabbinica alla tragedia nazionale è stata quella di ricercare le cause teologiche nelle carenze e nei peccati del popolo d'Israele. In questa tradizione, alcune figure ortodosse hanno insegnato che il popolo ebraico in Europa era peccatore, o la loro colpa si era accumulata. In questa prospettiva, l'olocausto è la giusta punizione divina. Altri teologi ortodossi rifiutano questo approccio, considerando l'olocausto come una tragedia unica, che non può essere basata su normali processi di ricompensa e punizione.

### L'immortalità dell'anima
La visione tradizionale di ricompensa e punizione comprende anche l'associata convinzione ebraica dell'aldilà e dell'immortalità dell'anima. Quest'ultima idea può fornire un quadro di molte e diverse risposte teologiche all'olocausto, consentendogli di riconciliarsi con l'amore divino. La credenza nella risoluzione e ricompensa del bene e del male in questo mondo con l'elevazione dell'anima eterna nell'altro mondo, risolverebbe le ingiustizie apparenti con una equazione metafisica completa. Ciò non offre però una spiegazione diretta della tragedia dell'olocausto (se spiegazioni dirette sono possibili), ma ne può risolvere l'aspetto più grande, e quindi venire associata alle altre risposte teologiche.

### Il volto nascosto di Dio

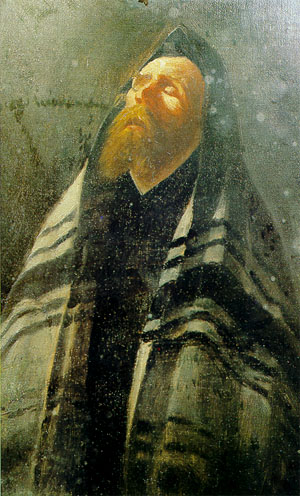
Chassid che pratica la debequt, stato di profonda meditazione mistica

L'olocausto è un'istanza della temporanea "Eclissi di Dio". Ci sono momenti in cui Dio è inspiegabilmente assente dalla storia. Esiste una fonte biblica per questa idea nel Deuteronomio (31:18), dove Dio dice che "Io, in quel giorno, nasconderò il volto a causa di tutto il male che avranno fatto rivolgendosi ad altri dèi". Questo avvertimento viene dato in risposta alla ribellione del popolo, dove l'uomo abbandona Dio, così Dio abbandona l'uomo. Tuttavia, qui il risultato è diverso dalle altre risposte divine. Invece di una punizione che avviene apertamente, l'occultamento del volto divino abbandona il popolo alle leggi naturali e ai processi storici. Le vie di Dio vengono nascoste e le grida del popolo rimangono senza risposta. Ci sono stati momenti nella storia ebraica quando la sofferenza non sembrava avere una connessione diretta al fallimento spirituale del popolo.
Il concetto di Hester Panim nel pensiero tradizionale ebraico indica la sofferenza che non ha una spiegazione regolare. In tali casi, anche l'eventuale collegamento della sofferenza al peccato è nascosto, diventando un doppio occultamento del Divino. Argomenti teologici non tradizionali, che mettono in discussione l'equazione di ricompensa e punizione, cercano altre ragioni per l'Eclisse della Presenza Divina e della protezione provvidenziale. Teologie revisioniste limitano il carattere generale e l'interazione di Dio con l'uomo. La visione finale di un Dio non-interventista è raffigurato nel deismo, dove Dio è un'astrazione filosofica, lontana dal tradizionale appellativo ebraico "Dio di Abramo, di Isacco e di Giacobbe".
Sia il pensiero tradizionale ebraico che le opinioni revisioniste propongono concezioni diverse dell'Eclissi di Dio, dalla rimozione temporanea del Volto divino alle limitazioni intrinseche a Dio stesso. Tuttavia, anche i teologi tradizionali danno risalto teologico al fallimento dell'uomo durante l'olocausto. In questa prospettiva, l'olocausto dimostra che il rifiuto nazista di Dio e dell'etica monoteistica ha portato alla loro creazione di una filosofia morale maligna. In questa teologia concentrata sull'uomo, Dio era presente in Auschwitz nel comando divino Non uccidere.

### La reincarnazione per gli ebrei
La dottrina del gilgul (reincarnazione) ha un suo posto nella storia nel pensiero tradizionale ebraico, provocando dibattiti e spiegazioni. Il mondo rabbinico dei tempi del Talmud considerava gli strati multiformi di interpretazione delle Scritture (dal letterale al fantasioso) e gli eventi provvidenziali della storia del popolo ebraico come verifica della fede ebraica. Per esempio, i sapienti rabbinici del Talmud non ritenevano necessario dimostrare filosoficamente l'esistenza di Dio attraverso la logica dei principi primi, come facevano invece i filosofi di tradizione greca.
Nel Medioevo, quando il pensiero ebraico incontrò quello greco, si sviluppò l'Hakira (filosofia ebraica) per conciliare i due sistemi, nonché per formulare le credenze di fede che sono insite nel tradizionale pensiero ebraico. Alcuni filosofi ebrei, come Saadya Gaon, hanno respinto la reincarnazione come dottrina pagana. Dopo il dominio dell'Hakira nella teologia ebraica, arrivò la Cabala a sostituire la teologia tradizionale. Nel XVI secolo, Isaac Luria insegnò le nuove dottrine della Cabala luriana, che sono state quasi universalmente accettate dal pensiero ebraico tradizionale. Sono infatti ancora alla base della teologia ebraica charedì e di alcune teologie moderne ebraico-ortodosse. Le dimensioni principali della Cabala lurianica trattano del rapporto tra il Dio Infinito, che è l'unica vera esistenza, e la Creazione percepita, che si svolge dentro l'unità Divina, e proviene dalla sua unità stessa. Nuove spiegazioni di redenzione esoterica universale correggono i difetti intrinseci alla fonte originale della Creazione.
Tra gli altri insegnamenti, Luria spiegava un sistema ebraico della reincarnazione che differisce da alcune versioni della religione orientale, nel senso che non è fatalista o punitiva. Piuttosto, la reincarnazione nel pensiero ebraico è una forma particolare della dottrina cosmica luriana Tiqqun 'Olam (Riparazione). Nel misticismo luriano, che spiega i processi cosmici metafisici in tutte le azioni degli uomini, la reincarnazione avviene per ottenere una elevazione metafisica. Quello che può apparire come punizione, è tale solo incidentalmente. Per esempio, Luria ha detto che le vittime ebraiche medievali dei secoli del pogrom erano reincarnazioni di anime del periodo del primo Tempio biblico, che avevano professato anche l'idolatria. Il loro martirio medievale raddrizzava e perfezionava le loro anime, e Luria diceva che questo processo era stato ormai tutto completato durante il suo tempo.
Mentre il periodo di profezia aperta, come descritto nel Tanakh, è finito, il pensiero ebraico tradizionale ritiene che una forma minore di profezia chiamata Ruach haQodesh (Spirito Santo), nonché alcune altre forme di istruzione dell'anima, siano ancora accessibili a certi individui speciali e santi. Gli insegnamenti di Isaac Luria vennero accettati a suo tempo come compimento di ciò. Mentre il Ruach haQodesh e qualsiasi altra interpretazione dell'olocausto che coinvolga la reincarnazione, sono occultate alle persone sante dei nostri tempi, tuttavia la credenza generale in tali processi permette di riconciliare la sofferenza dell'olocausto con la fede ebraica tradizionale. Possibili spiegazioni rimangono ignote, ma i credenti possono sempre affermare che Dio ha le sue ragioni nascoste. Questo tipo di processo non è dannoso all'alta considerazione morale in cui le vittime dell'olocausto vengono tenute, poiché la visione ebraica della reincarnazione è essenzialmente Tikkun, piuttosto che una punizione, e il loro martirio li innalza ad un elevato livello spirituale.

### La celebrazione mistica della negatività come elevazione ultima

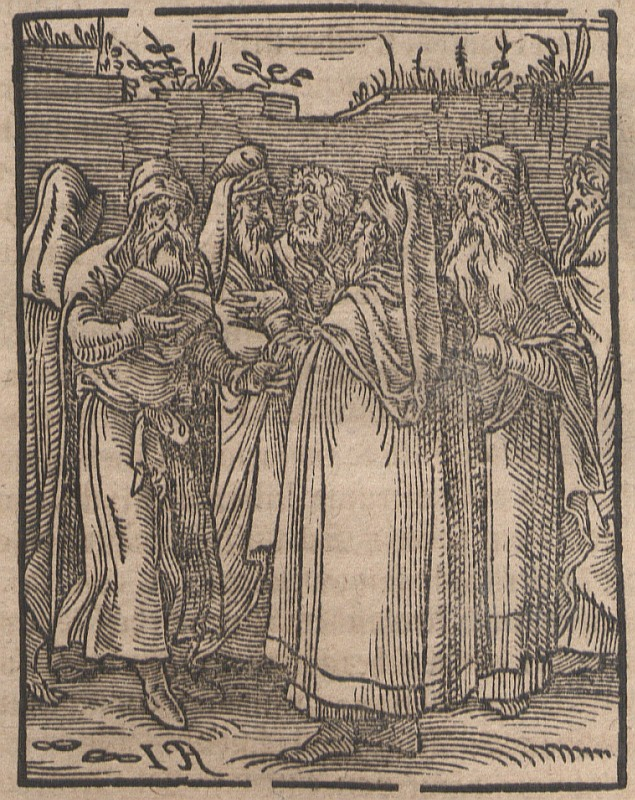
Cabalisti in discussione, in una xilografia del 1641

Un'altra idea collegata alla Cabala, fornisce un ulteriore sostegno alla sua visione positiva della reincarnazione e anche un'ulteriore dimostrazione dello schema mistico che trova l'amore divino interiore dentro fenomeni apparentemente negativi. Questo dà nuova spiritualità alla credenza ebraica della punizione del peccato, o ai drammatici eventi della storia in generale. I testi cabalistici asseriscono che ogni peccato (una decaduta spirituale) serve il fine ultimo di elevare la persona ad un nuovo più alto livello (una maggiore ascesa spirituale). Questo risultato è ottenuto attraverso il processo più profondo di Teshuva ("Ritorno", tradotto imprecisamente come "pentimento"). Ciò coincide con l'insegnamento rabbinico preso dal Talmud, che il Teshuva causato dalla paura cancella il peccato, mentre il Teshuva causato dall'amore trasforma il peccato in virtù. Lo schema luriano del Tiqqun cosmico, prevede la separazione ed elevazione di "Scintille di Santità" da parte dell'uomo – scintille che sono intrappolate in fenomeni mondani o negativi, e danno loro vita. Questo processo metafisico chiarisce il punto di vista cabalistico che ogni discesa ha lo scopo di una maggiore ascesa. Se il peccato dell'uomo ha esiliato una scintilla del Divino nelle forze di impurità, la sua rettifica riscatta la scintilla, e vanifica l'esistenza di un più grande impurità.
I maestri chassidici, che hanno cercato di mettere in relazione le idee esoteriche della Cabala con il fervore emotivo dell'uomo comune, danno una nuova interpretazione di Divina Provvidenza particolare, che vede ogni evento come spiritualmente significativo. Il comportamento di ogni individuo è predisposto in modo che raggiunga le mete della sua vita esoterica: il libero arbitrio dell'uomo può accelerare o ritardare il processo, ma la sua realizzazione è garantita. In questo modo, dicono, mentre il peccato è contro la volontà di Dio, il suo scopo interiore è la più alta volontà dell'elevazione finale. In un certo senso nascosto, il peccato diventa l'inizio dell'ascesa. Attraverso la nozione astratta cabalistica della reincarnazione, l'individuo che non ha ancora completato il processo, a lungo termine sarà comunque perfezionato.
Molti teologi dell'olocausto comprensibilmente rifiutano di applicare tradizionali spiegazioni ebraiche alla sofferenza vista come peccati da scontare.

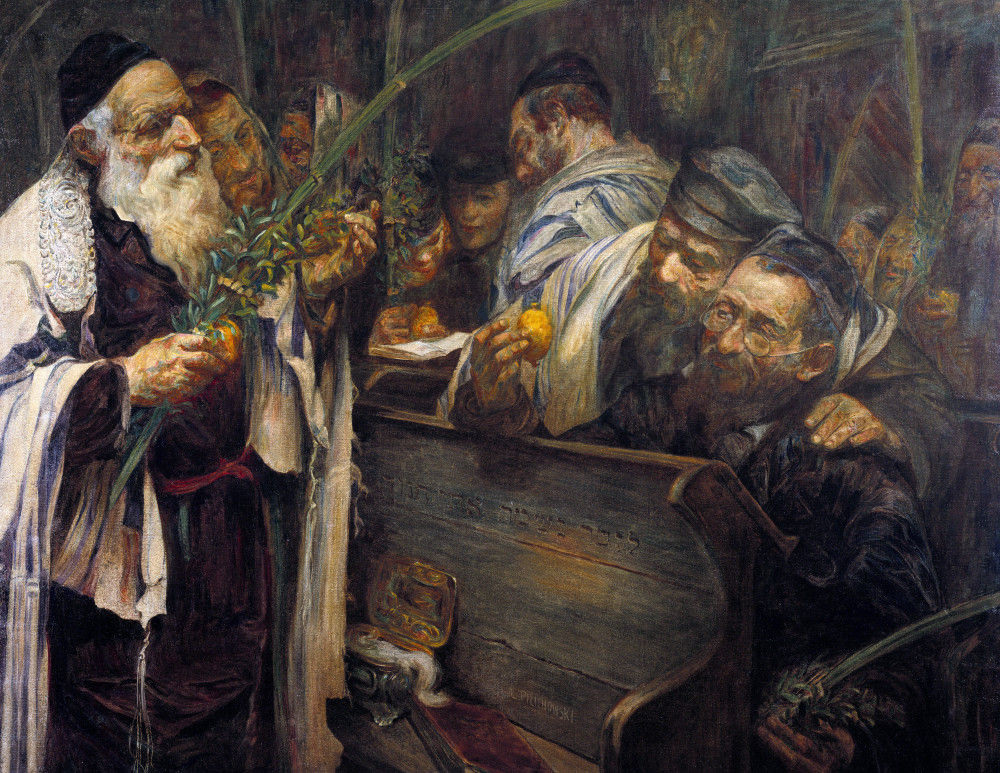
Sukkot nella Sinagoga, dipinto di Leopold Pilichowski, 1894-1895

Però coloro che cercano spiegazioni di espiazione dei peccati, o per coloro che esaminano altri significati nascosti nel ciclo delle reincarnazioni, allora le reinterpretazioni positive del misticismo ebraico di negatività possono contribuire a riconciliare l'olocausto con un Dio amorevole. Questo approccio si ritrova anche nelle dimensioni "rivelate" del pensiero ebraico, come ad esempio l'affermazione contenuta nel Talmud che si dovrebbe benedire Dio sia per il bene che per il male. In forme più emotive e vivaci, il midrash antropomorfizza fantasiosamente il rapporto tra Dio e l'uomo. Durante la distruzione del Primo Tempio da parte dei babilonesi, per esempio, il Midrash descrive le due sculture angeliche in cima all'Arca dell'Alleanza come abbracciate insieme con amore, e che rappresentano l'amore di Dio in quel momento della storia d'Israele. I sistemi altamente sviluppati dei cabalisti danno a tali idee una spiegazione metafisica sistemica. La filosofia chassidica più recente assegna a questa astrazione un senso psicologico.
Il potere di interpretazione mistica che addolcisce le tradizionali nozioni ebraiche del giudizio divino è stato chiaramente dimostrato dai chassidim nei campi di concentramento, che spesso mantenevano la loro fede e fervore. In un altro esempio archetipico, riferito dagli chassidim Chabad-Lubavitch, il loro fondatore Shneur Zalman di Liadi di solito leggeva la porzione settimanale di Torah nella sinagoga di sabato. Ma una settimana che lui era via, questo ruolo fu sostituito da un membro regolare della congregazione. La porzione di quella settimana era la sezione di Tochachah ("Avvertimenti") nel Deuteronomio, che prediceva calamità per la disobbedienza a Dio. Il figlio del Rebbe e il futuro suo successore, Dovber Schneuri, che era tra il pubblico, diventò così angosciato e si sentì male ascoltando quegli avvertimenti terribili, tanto che poche settimane più tardi era incerto se avesse potuto digiunare per lo Yom Kippur. Spiegò che quando invece suo padre leggeva quella porzione, tutto ciò che sentiva erano solo benedizioni.

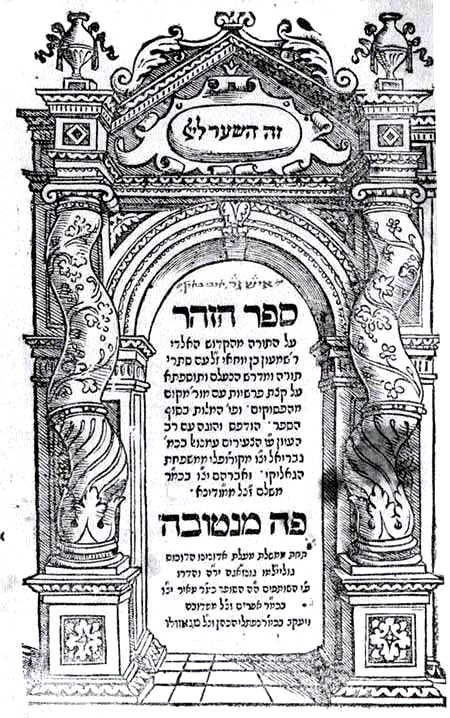
Frontespizio della prima edizione stampata dello Zohar, principale fonte della Cabala, conservata a Mantova (1558)

### I contributi della Cabala ai vari punti di vista filosofici
La tradizione esoterica della mistica ebraica in generale, è in grado di offrire nuove prospettive su tutto l'ebraismo, e può quindi anche contribuire a una teologia ebraica dopo l'olocausto. Con l'avvento della modernità sono emerse varie posizioni filosofiche sul significato dell'ebraismo, e la tradizionale credenza nelle sue origini rivelate. Si va dal letterale, al nazionale, al secolare. Anche il misticismo ebraico, allo stesso modo, ha cercato di offrire il suo apporto a queste diverse posizioni filosofiche odierne.
Cabalisti tradizionali la vedono come interpretazione metafisica interiore, nascosta all'interno della Scrittura divina e della Voce del Sinai, mentre i ricercatori di misticismo non-ortodossi l'hanno visto come un tentativo profondo e penetrante da parte dell'uomo, di sondare i misteri ebraici del Divino. Il loro approccio non-letterale alla tradizione mistica dell'ebraismo, significa che possono scegliere, rifiutare o adattare i suoi insegnamenti. Ricerche accademiche del XX secolo sulla tradizione del misticismo ebraico hanno delineato le sue epoche diverse. Le prime scuole mistiche derivavano dal mondo del Tanakh e del Talmud di quei tempi, offrendo percorsi di incontro personale con la spiritualità.
Con l'insegnamento pubblico della Cabala dal Medioevo poi in poi, le dimensioni mistiche della Torah assunsero forme più piene concettualmente, che potevano essere applicate a reinterpretare ogni versetto della Scrittura. Questo raggiunse la sua fondamentale forma completa con le nuove dottrine di Isaac Luria nel XVI secolo. Mentre la preoccupazione dei cabalisti era quello di descrivere un elaborato sistema di mondi spirituali che emanavano dalla inconoscibile Divinità Infinita e la connettevano alla nostra più bassa esistenza fisica, la preoccupazione del movimento chassidico più recente fu diverso. Lasciò da parte l'attenzione filosofica astratta della Cabala ai regni celesti, mettendo invece in risalto l'importanza della tradizione cabalistica per l'uomo.
Questa interiorizzazione della Cabala trovava il Divino immanente in tutta la Creazione, e quindi poteva essere espressa al di là dei limiti esoterici della Cabala. Questa era la prima volta che le dimensioni mistiche ebraiche potevano essere presentate a tutta la comunità ebraica, ed i suoi insegnamenti spirituali rinvigorirono le masse, coinvolgendo inoltre i grandi studiosi.

### Altre idee
- "Dio è morto". Se ci fosse un Dio, Egli avrebbe sicuramente impedito l'olocausto. Dal momento che Dio non l'ha impedito, allora Dio per qualche motivo si è allontanato dal mondo, e ci ha lasciato a noi stessi sempre di più. Dio non è quindi più rilevante per l'umanità.
- Eventi terribili come l'olocausto sono il prezzo che dobbiamo pagare per avere il libero arbitrio. In questa prospettiva, Dio non può né vuole interferire con la storia, altrimenti il nostro libero arbitrio effettivamente cesserebbe di esistere. L'Olocausto si riflette miserabilmente sull'umanità, non su Dio.
- Forse l'olocausto è in qualche modo una rivelazione da parte di Dio: è una chiamata all'affermazione ebraica per la sopravvivenza.
- L'olocausto è un mistero al di là della nostra comprensione. Dio sa quello che fa, ma la comprensione umana non potrà mai farsene una ragione.
- Il popolo ebraico è diventato proprio il servo sofferente proclamato da Isaia (53[14]). Israele soffre collettivamente per i peccati del mondo.[15]
- Dio esiste, ma Dio non è onnipotente. Questo punto di vista è simile alla teologia del processo. Tutti gli argomenti di cui sopra si basano sul presupposto che Dio è onnipotente e quindi avrebbe potuto interferire per fermare l'olocausto. E se non fosse così? In questa prospettiva, l'olocausto ricade sull'umanità, non su Dio. Questa è una visione promossa da molti teologi liberali, tra cui il rabbino Harold Kushner.
- Dio o qualsiasi altra divinità soprannaturale potrebbe non esistere. Alcuni argomenti asseriscono che c'è un punto cieco nell'occhio umano; un essere onnipotente non farebbe questo errore.
- La letteratura rabbinica classica insegna che prima che qualcosa di grandioso o meraviglioso si verifichi, ci deve essere una grande tragedia. In questo caso, l'olocausto si è verificata perché lo Stato di Israele venisse fondato. Questa teoria sostiene gli eventi reali, siccome molti storici ritengono che senza l'olocausto lo Stato di Israele non sarebbe mai esistito.

## Risposte degli ebrei ortodossi

### Opinioni charedì
Il mondo ebraico degli charedìm può sembrare più monolitico agli estranei di quanto in realtà non comportino le loro diversità e radici storiche. L'ebraismo charedì oggi è un prodotto di diverse tradizioni orientali ebraiche europee, nella maniera in cui hanno accettato o reagito contro il pensiero moderno e la società. In linea di massima, ci sono due diverse fonti di civiltà ebraica tradizionale provenienti dall'Europa orientale: in primo luogo, la continuazione dello studio talmudico, potenziato dalla Cabala per una élite riservata, conosciuta come ortodossia Litvish, che si reputava propagatrice e protettrice delle forme tradizionali di culto ebraico tramite lo studio avanzato.
In secondo luogo, la rinascita ebraica populista e mistica dello chassidismo, che iniziò nel XVIII secolo in Ucraina e poi diffusa in altre aree, celebrava la sincerità al di sopra dell'apprendimento, come un cammino verso Dio, e abbracciava tutta la gente comune. Man mano che il chassidismo si sviluppava, i suoi leader lo sintetizzavano con l'apprendimento tradizionale, mentre il mondo lituano veniva chiamato Mitnagdim (avversari), per la sua pia opposizione alla ristrutturazione del pensiero e della società ebraiche chassidiche. Entrambe le tradizioni, con l'incontrare le forze secolarizzanti dell'Haskalah, del socialismo politico e del sionismo, hanno reagito con una diversità di vedute, che oggi influenzano le loro varie forme di pensiero e di vita.

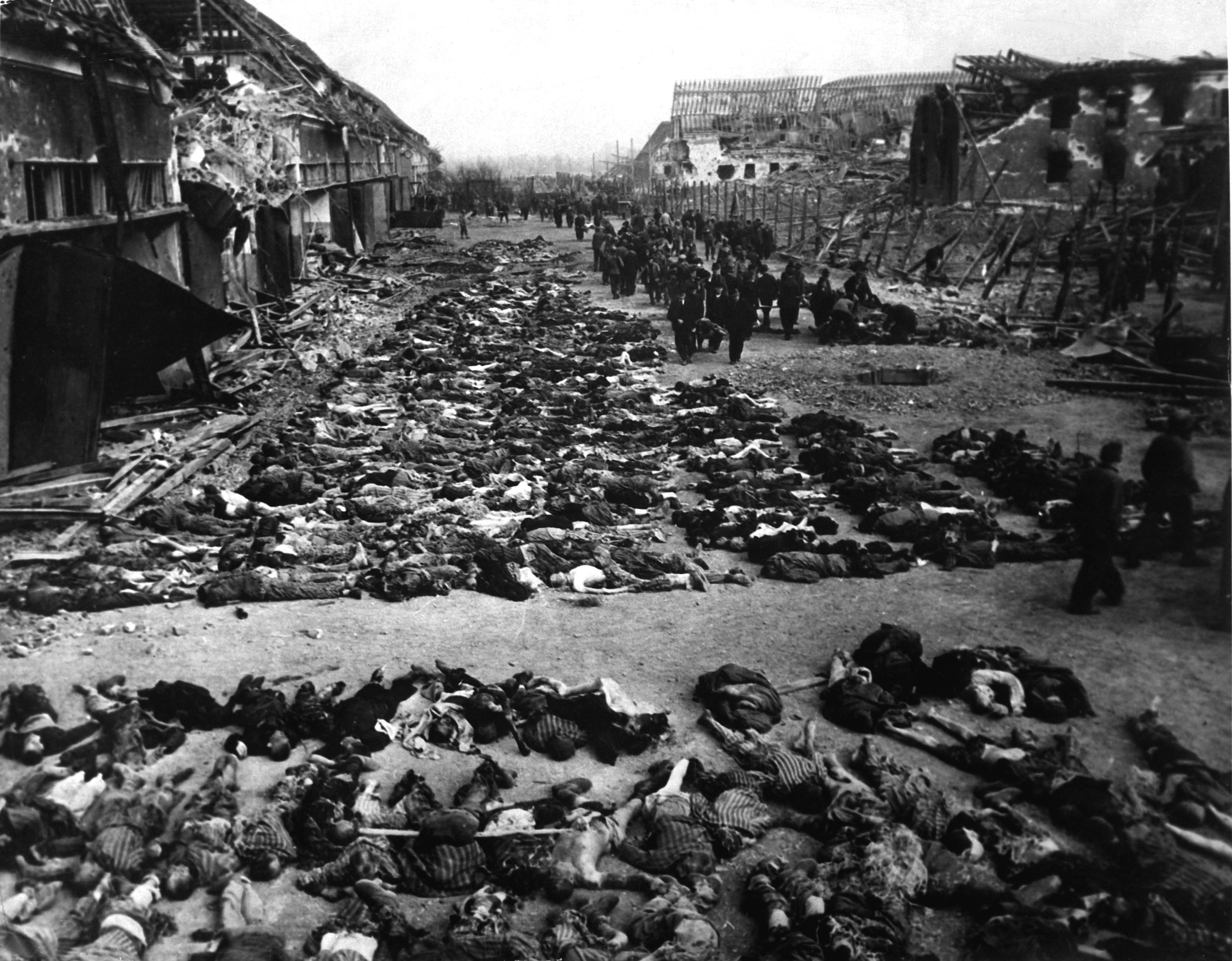
12 aprile 1945, le Boelcke-Kaserne (baracche Boelcke) a sud-est della città di Nordhaushen, bombardate fra il 3 e il 4 aprile 1945 dall'aviazione britannica causando la morte di 1300 prigionieri. Le baracche costituivano un sottocampo del campo di Mittelbau-Dora. Vi venivano reclusi i moribondi del campo e a partire dal gennaio del 1945 il loro numero crebbe da qualche centinaio a oltre seimila, con una mortalità che arrivava a cento persone al giorno.

Questa gamma influente di tradizioni storiche, che oggi formano la diversità dell'ebraismo charedì, ha dato origine ad una serie di risposte teologiche all'olocausto. Al centro si trova la questione se la tragedia della shoah sia di natura diversa dai precedenti millenni di persecuzione ebraica. Il tradizionale pensiero biblico, rabbinico e cabalistico ha offerto spiegazioni teologiche per tragedie precedenti, dalla reazione dei Profeti alla distruzione di Gerusalemme da parte di Nabucodonosor II e all'esilio della nazione, ai pogrom perpetrati dalla cristianità medievale.
Dato che l'ebraismo charedì attribuisce uno status unico al tradizionale pensiero ebraico, minimizzando la necessità di esaminare le discipline secolari, allora cerca risposte teologiche reinterpretando fedelmente solo l'ebraismo. In generale, la maggior parte delle opinioni del mondo charedì tende a vedere l'olocausto in linea con i precedenti approcci rabbinici, sebbene ci siano notevoli e importanti eccezioni. Per coloro che prendono l'approccio tradizionale, si suggeriscono spiegazioni teologiche che potrebbero dare una ragione alla calamità, o almeno una ragione contributiva, secondo la tradizionale visione del mondo ebraico. In un'epoca senza profezia aperta, è lecito chiedersi se le interpretazioni speculative di questo tipo siano valide, se non addirittura oscene data l'enormità dell'olocausto, anche se i loro sostenitori sono stati a volte grandi figure dell'ebraismo tradizionale.
Nel pensiero tradizionale, le sofferenze del popolo d'Israele hanno cause più profondamente etiche e mistiche, e richiedono la ricerca collettiva dell'anima e il ritorno a Dio. Va sottolineato, per contestualizzare questa idea, che nel pensiero tradizionale anche i duri decreti di Dio sono benedizioni nascoste, piuttosto che punizioni - un tema particolarmente enfatizzato nel misticismo ebraico. Coloro che sostengono i tipi tradizionali di spiegazione ricordano le tragedie precedenti nella storia ebraica, che a suo tempo ha avuto enormi distruzioni e sofferenze, come la grande perdita di vite umane in Giudea con Tito e Adriano. Si fa anche riferimento ai terribili avvertimenti del Levitico e Deuteronomio, chiamati sezioni di Tochecha ("Avvertimenti") per la ribellione, insieme alle benedizioni per fedeltà, che sono solo cantate sottovoce, quando si pronunciano durante il ciclo annuale di lettura sacra.
Per coloro che appartengono all'ebraismo charedì, che favoriscono l'attribuzione di cause, alcuni assegnano la colpa dell'olocausto all'abbandono dell'ebraismo tradizionale da parte di molti ebrei europei, e il loro associarsi ad altre ideologie, come il socialismo, il sionismo, o vari movimenti ebraici non ortodossi. Altri suggeriscono che Dio ha permesso ai nazisti di perseguitare gli ebrei in quanto gli ortodossi europei non avevano fatto abbastanza per combattere queste tendenze, o non avevano sostenuto il sionismo. In questa teodicea charedì, gli ebrei d'Europa non erano più protetti dalla Torah e dalla fede, e le azioni di Dio che hanno permesso questo sono state oneste e giuste.
Coloro che propongono questa opinione vedrebbero nelle cause la parte contributiva, mentre nel momento del giudizio tutta la comunità soffre, innocente o colpevole che sia. Idee come questa, che possono sembrare estranee al pensiero non ortodosso, hanno un contesto che ammorbidisce la loro durezza. Il Talmud offre una discussione legale sulla natura dell'innocenza e della colpa: il raro Apikorus ("eretico"), è messo in contrasto con il Tinok Shenishba (letteralmente un "bambino rapito", e dunque cresciuto senza la conoscenza dell'ebraismo). Molte autorità halakhiche hanno deciso che gli ebrei laici di oggi figurano nella seconda categoria, e dovrebbero essere incoraggiati con amore a scoprire l'ebraismo. Se generazioni precedenti furono veramente colpevoli di aver rifiutato l'osservanza ebraica, allora questo argomento si applicherebbe alle nuove generazioni a partire dall'Ottocento.
Coloro che vedono l'olocausto come il dispiegarsi dell'attributo di Dio come giudice potrebbero dire che la colpa si è accumulata per alcune generazion. Il noto leader ebreo lituano, Rabbino Elazar Shach ha affermato che eventi come l'Olocausto si verificano quando i peccati del popolo ebraico si sono accumulati, e devono essere puniti. Ha detto che "Dio ha tenuto conto di ogni peccato, in un conteggio nel corso di centinaia di anni, fino a quando il conteggio è arrivato a sei milioni di ebrei, ed è così che l'Olocausto si è verificato. Così deve credere l'ebreo, e se l'ebreo non ci crede completamente, allora egli è un eretico, e se noi non accettiamo questo come una punizione, allora è come se non credessimo nel Santo, Benedetto Egli sia ...". Anche altre dottrine cabalistiche nascoste e incluse nei "Misteri della Creazione", come il gilgul, contribuirebbero ai processi. Gli charedìm, tuttavia, affermano che tali opinioni rientrano in un apprezzamento dei processi fondamentali ed essenziali di amore divino.

#### Menachem Mendel Schneerson

Schneerson, il Lubavitcher Rebbe

La più importante tra le altre figure charedì che rifiutano di spiegare l'olocausto come un atto di punizione divina era il Lubavitcher Rebbe, Menachem Mendel Schneerson, che ha dichiarato blasfema questa rappresentazione di Dio. Le radici di questa visione si trovano nell'amore mistico chassidico per ogni ebreo, anche per le persone potenzialmente indegne.
Basandosi su fonti di molti testi classici dell'ebraismo, dal "rivelato" al "mistico", il Rebbe ha articolato il parere che l'olocausto sia stato un decreto di Dio che è al di là della comprensione umana in questo mondo. Ha dichiarato:
A coloro che sostengono che l'olocausto smentisce l'esistenza di Dio o la sua provvidenza, Schneerson ha scritto:
Schneerson ha respinto l'idea che l'olocausto sia stata una punizione per i peccati di quella generazione, dicendo:

#### Mnachem Risikoff

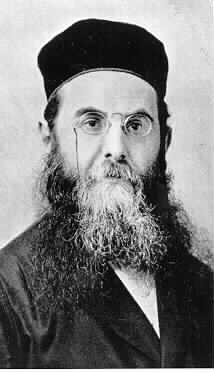
Mnachem Risikoff

Un'altra delle prime voci che hanno respinto l'idea dell'olocausto come punizione divina, con Hitler quale strumento di un piano più grande, è stato il rabbino Mnachem Hakohen Risikoff. Quando il suo predecessore Abraham Isaac Kook morì nel 1935, Risikoff - con "un presentimento della catastrofe" che stava per arrivare - pubblicava un elogio, in cui asseriva la sua convinzione che Kook era stato preso dal Signore prima, per risparmiarlo dai tempi ancora peggiori che dovevano sopraggiungere. Tali scritti rivelano il suo conflitto interiore nel dover accettare l'idea che l'olocausto fosse una punizione del peccato, e una chiamata al pentimento - e all'inizio considerò che Hitler potesse essere parte di un disegno divino. Ma alla fine scriveva come non fosse possibile accettare questa idea, poiché tale sofferenza estrema non sarebbe mai potuta venire da Dio, perché Dio agisce in base alla Torah.
Risikoff è forse stato il solo, in termini di teologia dell'olocausto, ad esaminare il ruolo della tribù levitica. Nei suoi scritti - specialmente nel suo libro HaKohanim vHaLeviim (I sacerdoti ed i leviti) (New York: 1940) - ha sottolineato che i membri di questo gruppo esistono in un regno tra storia (sotto) e redenzione (sopra), e sono stati chiamati ad assumere ruoli essenziali nell'esortazione alla preghiera, al pentimento, e all'azione, che contribuiscono a porre fine alla sofferenza. I suoi scritti riflettono una combinazione tra ciò che è stata chiamata metastoria (redenzione finale) e la storia, compresa l'idea che parte del problema sulla terra sia la disonestà non solo tra individui, ma anche tra le nazioni. Come esempio, Risikoff ha citato che i governi di un certo numero di nazioni avevano promesso all'Austria e alla Cecoslovacchia che sarebbero intervenuti in loro difesa in caso di necessità, ma che alla fine non avevano mantenuto la promessa Risikoff "ha distillato la metastoria dentro la storia con il suo programma di azione sacerdotale per mediare la redenzione".

#### "Tendenze" teologiche charedì

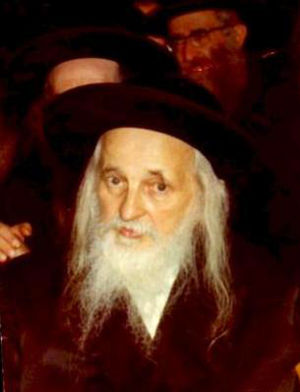
Teitelbaum nel 1958

Le diverse tradizioni storiche alla base delle diversità di approcci charedì hanno dato luogo a diverse tendenze teologiche.
- Il rabbino Joel Teitelbaum, storico leader dei Satmar[23] e sopravvissuto all'olocausto, scrive:

"A causa del nostro peccato, abbiamo sofferto molto, sofferenza amara come l'assenzio, peggio di qualsiasi altra Israele abbia mai conosciuto da quando è diventato un popolo... In passato, ogni volta che dei problemi hanno afflitto Giacobbe, la questione è stata ponderata e cercate le ragioni - quale il peccato avesse portato quei guai - in modo che potessimo fare ammenda e tornare al Signore, sia Egli sempre benedetto... Ma nella nostra generazione non dobbiamo guardar lontano per trovare il peccato responsabile della nostra disgrazia... Gli eretici si sono sforzati in tutti i modi di violare questi giuramenti, per prendere il sopravvento con la forza e conquistare la sovranità e la libertà, prima del tempo .... Hanno attirato la maggior parte del popolo ebraico verso la terribile eresia, la di cui simile non è mai stata vista da quando fu creato il mondo... E così non c'è da meravigliarsi che il Signore abbia colpito con rabbia... E là c'erano anche persone giuste, morte a causa dell'iniquità dei peccatori e corruttori, tanto grande era l'ira divina".
- Rabbi Chaim Ozer Grodzinski nel 1939 ha affermato che la persecuzione nazista degli ebrei è stata colpa di ebrei non ortodossi.[25]
- Rabbi Eliyahu Eliezer Dessler ha avuto opinioni simili, anche discusse in varie pubblicazioni recenti.[26]
- Alcuni rabbini charedì tutt'oggi avvertono che la mancata osservanza della Halakha farà mandare da Dio un altro olocausto. Rabbi Elazar Shach, uno dei leader della yeshiva ortodossa lituana in Israele fino alla sua morte, ultracentenario nel 2001, ha fatto questa affermazione alla vigilia della guerra del Golfo del 1991; ha dichiarato che ci sarebbe stato un nuovo olocausto in punizione per l'abbandono della religione e "dissacrazione" dello Shabbat in Israele.

#### Opinioni tra i sionisti religiosi
- Ci sono stati anche sionisti redenzionisti, all'altra estremità dello spettro, che hanno visto l'olocausto come una punizione collettiva per un peccato collettivo: continuata infedeltà ebraica verso la Terra di Israele. Rabbi Mordecai Atiyah è stato uno dei principali sostenitori di questa idea. Invece Rabbi Zvi Yehuda Kook ed i suoi discepoli, hanno evitato questa posizione dura, ma anche loro hanno teologicamente legato l'olocausto al riconoscimento ebraico di Israele. Kook scrive: "Quando arriva la fine e Israele non riesce a riconoscerla, una divina e crudele operazione rimuove [il popolo ebraico] dal suo esilio.[27]

### Opinioni dell'ebraismo ortodosso moderno
La maggioranza degli ebrei ortodossi moderni respinge l'idea che l'olocausto sia stata colpa di Dio. Rabbini ortodossi moderni come Joseph Soloveitchik, Norman Lamm, Randalf Stolzman, Abraham Besdin, Emanuel Rackman, Eliezer Berkovits e altri hanno scritto su questo tema, e molte delle loro opere sono state raccolte in un volume pubblicato dal Rabbinical Council of America: Theological and Halakhic Reflections on the Holocaust (curato da Bernhard H. Rosenberg e Fred Heuman, Ktav/RCA, 1992).

## Opere di importanti teologi ebrei

### Richard Rubenstein
Il professor Richard Rubenstein, nel suo saggio che tratta questo argomento, - intitolato After Auschwitz ("Dopo Auschwitz") - ha dichiarato che l'unica risposta all'olocausto intellettualmente onesta è il rifiuto di Dio e il riconoscimento che tutta l'esistenza è in definitiva senza senso. Non vi è alcun piano o proposito divino, né un Dio che rivela la sua volontà al genere umano, né un Dio che si preoccupi del mondo. L'uomo deve affermare e creare il proprio valore nella vita. Questa opinione è stata respinta dagli ebrei di tutte le confessioni religiose, ma le sue opere sono state ampiamente lette dalla comunità ebraica degli anni 1970.
Successivamente Rubenstein ha cominciato a scostarsi da questo punto di vista; le sue opere più tarde affermano una forma di deismo in cui si crede che Dio possa esistere come base della realtà, e alcune includono anche nozioni cabalistiche sulla natura di Dio.

### Emil Fackenheim
Emil Fackenheim è noto per la sua affermazione che la gente deve esaminare con molta attenzione l'olocausto, in modo da trovare al suo interno una nuova rivelazione divina. Per Fackenheim, l'olocausto è stato un "evento epocale". In contrasto con le note opinioni di Richard Rubenstein, Fackenheim sostiene che le persone devono ancora e sempre affermare la loro fede in Dio e il Suo costante ruolo nel mondo. Fackenheim sostiene che l'olocausto ci rivela un nuovo comandamento biblico: "Ci viene proibito di concedere a Hitler vittorie postume". Ha asserito che rifiutare Dio a causa dell'olocausto è come arrendersi a Hitler.

### Ignaz Maybaum
Con un'affermazionea raramente adottata da altri elementi della comunità ebraica o cristiana, Ignaz Maybaum ha proposto che l'olocausto sia l'ultima forma di espiazione vicaria; il popolo ebraico è infatti diventato il "Servo sofferente" proclamato da Isaia. Il popolo ebraico soffre per i peccati del mondo. A suo parere: "In Auschwitz gli ebrei hanno sofferto un'espiazione vicaria per i peccati dell'umanità." La posizione ricorda quella della morte di Gesù in croce, necessaria per espiare i peccati dell'umanità secondo i cristiani.

### Eliezer Berkovits
Il rabbino Eliezer Berkovits (1908-1992) sostiene che il libero arbitrio dell'uomo dipenda dalla decisione di Dio di rimanere nascosto. Se Dio si rivelasse nella storia e bloccasse la mano dei tiranni, il libero arbitrio dell'uomo sarebbe reso inesistente.

### Harold Kushner, William Kaufman e Milton Steinberg
I rabbini Harold Kushner, William Kaufman e Milton Steinberg credono che Dio non sia onnipotente, e quindi non colpevole per l'abuso di libero arbitrio da parte del genere umano. Quindi, non vi è alcuna contraddizione tra l'esistenza di un Dio buono e l'esistenza di un male immenso da parte dell'umanità. Si sostiene che questo sia anche il parere espresso da alcune autorità ebraiche classiche, come ad esempio Abraham ibn Daud, Abraham ibn ‛Ezra e Levi ben Gershon.

### David Weiss Halivni
Rabbi David Weiss Halivni è egli stesso un sopravvissuto ungherese dell'olocausto. Asserisce che l'intento di associare l'olocausto e il peccato sia moralmente oltraggioso: Halivni sostiene che non sia giustificato da una lettura rigorosa del Tanakh. Dice inoltre che tale intento rafforza una tendenza allarmante tra i leader ultra-ortodossi di sfruttare tali argomenti asserendo la propria autorità. Su Prayer in the Shoah, Halivni dà la sua risposta all'idea che l'olocausto sia stato un castigo di Dio:

### Irving Greenberg
Irving Greenberg è un rabbino ortodosso moderno che ha scritto molto su come l'olocausto dovrebbe influire sulla teologia ebraica. Greenberg ha una comprensione ortodossa di Dio. Come molti altri ebrei ortodossi, non crede che Dio costringa la gente a seguire la legge ebraica, ma piuttosto crede che la legge ebraica sia la volontà di Dio per il popolo ebraico, e che gli ebrei debbano seguire la legge ebraica come normativa.
La rottura di Greenberg con la teologia ortodossa avviene con la sua analisi delle implicazioni per l'olocausto. Scrive che la cosa peggiore che Dio possa fare al popolo ebraico per non aver seguito la legge sia a livello di devastazione tipo Olocausto, ma questo è già avvenuto. Greenberg non afferma che Dio ha usato l'olocausto per punire gli ebrei; sta solo dicendo che se Dio avesse scelto di farlo, sarebbe la cosa peggiore possibile. Non c'è davvero nulla di peggio che si possa fare. Pertanto, poiché Dio non ci può punire peggio di quello che è realmente accaduto, e poiché Dio non obbliga gli ebrei a seguire la legge ebraica, allora non possiamo affermare che queste leggi siano applicabili a noi. Perciò egli sostiene che l'alleanza tra Dio e il popolo ebraico è effettivamente rotta e inapplicabile.
Greenberg osserva che vi sono state diverse terribili distruzioni della comunità ebraica, ciascuna con l'effetto di allontanare ulteriormente il popolo ebraico da Dio. Secondo la letteratura rabbinica, dopo la distruzione del biblico Primo Tempio di Gerusalemme e l'uccisione in massa degli ebrei di Gerusalemme, gli ebrei non hanno più ricevuto alcuna profezia diretta. Dopo la distruzione del Secondo Tempio di Gerusalemme e l'uccisione in massa degli ebrei durante la prima guerra giudaica, gli ebrei non potevano più presentare sacrifici al Tempio. Questo modo di arrivare a Dio era finito. Greenberg conclude che, dopo l'olocausto, Dio non risponde più alle preghiere degli ebrei.

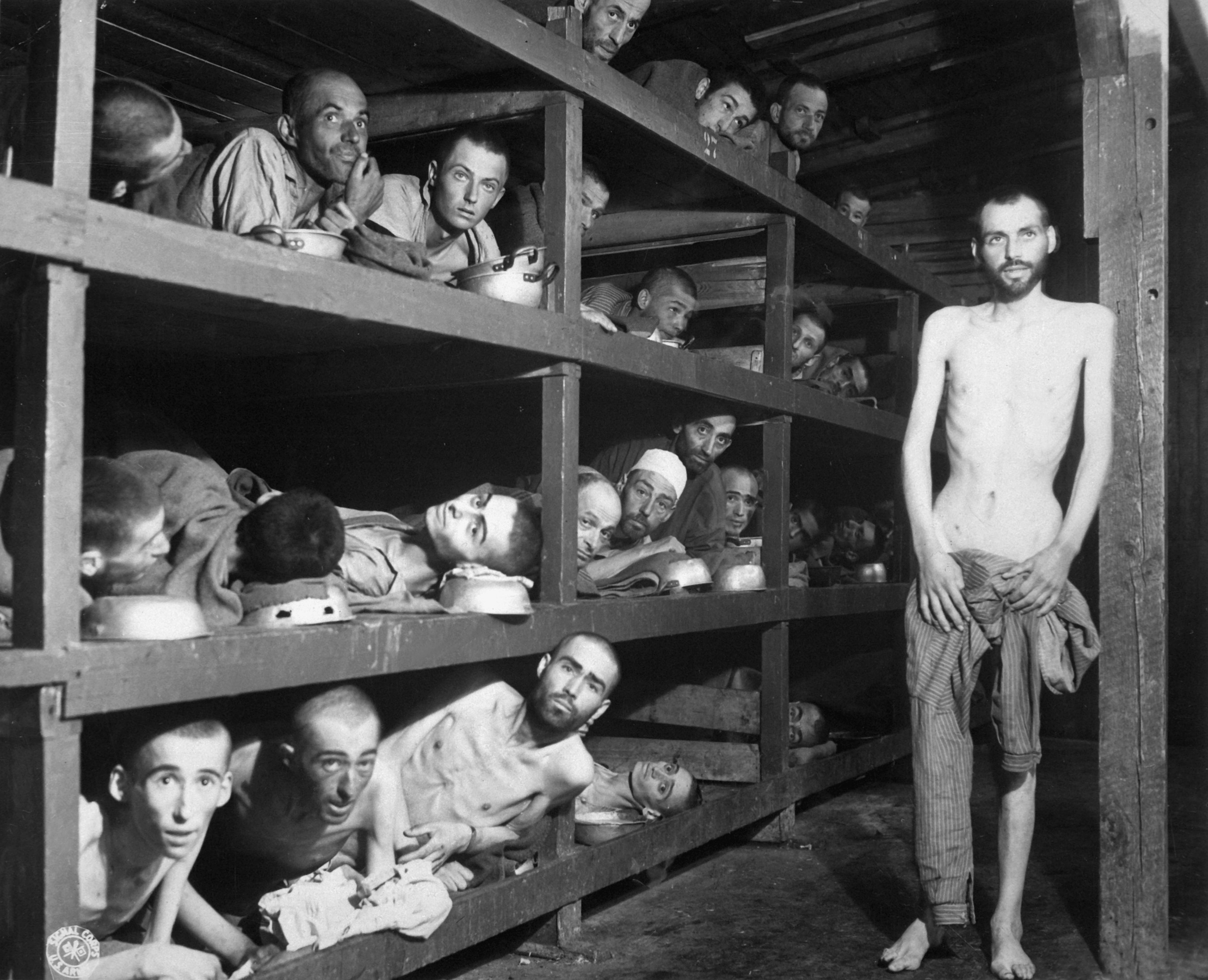
Buchenwald, 1945. Wiesel è il settimo da sinistra della seconda fila dal basso.

Quindi, Dio ha unilateralmente spezzato la sua alleanza con il popolo ebraico. In questa prospettiva, Dio non ha più l'autorità morale di comandare alla gente di seguire la sua volontà. Greenberg non asserisce però che Dio e gli ebrei si debbano separare, ma sostiene che si dovrebbe invece risanare l'alleanza tra ebrei e Dio e che il popolo ebraico dovrebbe accettare la legge ebraica su base volontaria. Le sue opinioni su questo tema lo hanno reso oggetto di molte critiche all'interno della comunità ortodossa.

### Elie Wiesel
Elie Wiesel è uno scrittore ebreo-americano di origine ungherese, professore, attivista politico, premio Nobel e sopravvissuto all'olocausto. È autore di 57 libri, tra cui La notte (1980), un lavoro basato sulle sue esperienze come prigioniero in Auschwitz, Buna e Buchenwald. Il dramma di Wiesel del 1979, The Trial of God tratta di un processo in cui Dio è l'accusato e si basa su eventi ai quali apparentemente Wiesel ha assistito da adolescente ad Auschwitz. Nel corso del processo, una serie di argomentazioni vengono proposte, sia a favore che a difesa della colpevolezza di Dio.

## Simone Weil

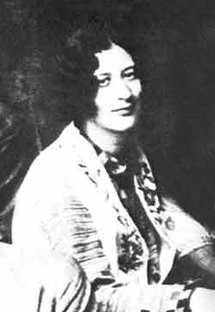
Foto di Simone Weil nel periodo giovanile

Simone Weil, mistica e filosofa anarco-cristiana di origine ebraica, pur non riferendosi direttamente ad Auschwitz e all'olocausto (morì nel 1943) parla del male anche in relazione al nazismo e alla persecuzione degli ebrei in corso.

Afferma che la creazione è stata, per lei, una «follia» di Dio, poiché Egli, per darci spazio, ha rinunciato a se stesso, limitandosi tanto da privarsi di una parte dell'Essere: «Ha potuto creare solo nascondendosi. Altrimenti ci sarebbe stato egli solo».
Dio, come uno schiavo, si è incatenato alle leggi di necessità, che gli impediscono di intervenire nel mondo, che appare così parzialmente privo della Divina Provvidenza. Il mondo è dominato dalla forza, e la cultura stessa è fondata sulla forza; questa forza è la materia, l'orrore senza nome che tutto schiaccia. La Weil ritiene che la verità definitiva possa esserle rivelata, appunto, solo in «una delle forme estreme della sventura presente»:
Di fronte al dramma delle creature Dio tace, e il suo silenzio, colmo di significati, è la sua unica parola, tanto da spingere la Weil a preferire «la sua assenza alla presenza di chiunque altro». Ma nell'incarnazione e nell'abbandono di Cristo sulla croce, Dio stesso ha sofferto la condizione tragica dell'uomo. La sventura (malheur, traducibile anche in «sofferta infelicità») dell'essere umano è dover soggiacere a meccanismi fatali che gli impongono – oltre al dolore e all'umiliazione – il marchio della colpa, sicché «Dio ha dovuto incarnarsi e soffrire, per non essere inferiore all'uomo»; Cristo è «il giusto disprezzato, flagellato, abbandonato anche dagli dèi».

## Il post-olocausto e la teologia dell'abuso minorile
David R. Blumenthal nel suo libro Facing the Abusing God (1993) ha elaborato su dati presi dall'area dell'abuso sui minori e ha proposto il "culto di Dio tramite la protesta" come risposta legittima dei sopravvissuti sia all'olocausto sia all'abuso minorile
Un altro scrittore che si rivolge ai sopravvissuti dell'olocausto e dell'abuso minorile è John K. Roth, il cui saggio A Theodicy of Protest ("Una teodicea di protesta") è incluso nel libro Encountering Evil: Live Options in Theodicy (1982).

## Opinioni di teologi cristiani

### Teologi riformati

#### Jürgen Moltmann

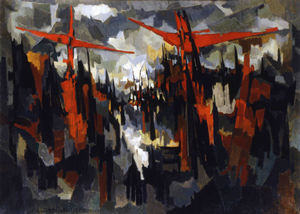
Golgotha, di
Pierre Dmitrienko, 1954

Nel suo Il Dio crocifisso, Jürgen Moltmann parla di come in una "teologia dopo Auschwitz" la nozione tradizionale di Dio debba essere completamente rivista:
La nozione tradizionale di un motore immobile impassibile era morta in quei campi e non era più sostenibile. Moltmann propone invece un Dio crocifisso, che è un Dio sofferente e anche protestante. Vale a dire, Dio non si distacca dalla sofferenza, ma entra volontariamente nella sofferenza umana con compassione.
Ciò è in contrasto sia con l'iniziativa del teismo, che giustifica le azioni di Dio, che con quella dell'ateismo, che accusa Dio o nega l'esistenza di quest'ultimo. La teologia della croce di Moltmann afferma invece che Dio è un Dio che protesta e si oppone agli dèi di questo mondo di potere e di dominio, entrando nel dolore umano e sofferendo sulla croce e sul patibolo di Auschwitz. La teologia della croce di Moltmann è stata poi sviluppata nella teologia della liberazione dalle persone che soffrirono sotto lo stalinismo in Unione Sovietica e sotto le dittature militari in Sudamerica e Corea del Sud (cfr. Guerra fredda).

### Teologi cattolici

#### Papa Benedetto XVI

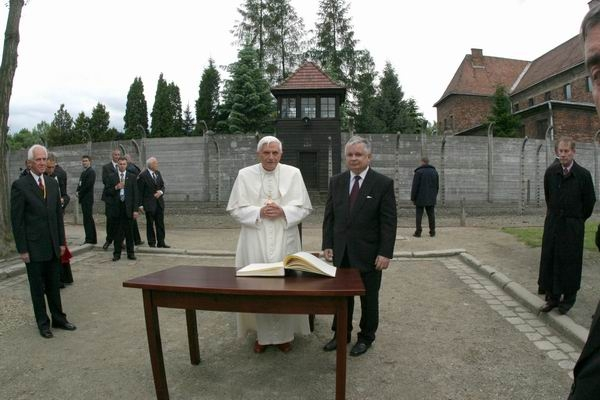
Benedetto XVI ad Auschwitz Birkenau nel 2006

Nel discorso tenuto in occasione della sua visita al campo di sterminio di Auschwitz, Benedetto XVI ha suggerito una lettura degli eventi dell'olocausto come motivati da un odio contro Dio stesso. Il discorso inizia riconoscendo l'impossibilità di una risposta teologica adeguata:
Tuttavia, il Papa afferma che le azioni dei nazisti possono essere viste come motivate da un odio di Dio e un desiderio di esaltare il potere umano, con l'Olocausto che serve come mezzo per cancellare la testimonianza di Dio e della Sua Legge:
La maggioranza delle reazioni al discorso del pontefice è stata positiva, con elogi da parte di rabbini italiani e polacchi. Il Centro Simon Wiesenthal ha chiamato la visita "storica", e l'indirizzo e le preghiere "un ripudio dell'antisemitismo e un ripudio di quelli ... che si riferiscono all'Olocausto come ad un mito".

## Critiche

### Critiche ebraiche
Alcuni commentatori ebrei hanno contestato quello che loro percepivano come un desiderio di "cristianizzare" l'olocausto.
Lo status di martire accordato a Edith Stein (una monaca carmelitana tedesca, che si convertì dall'ebraismo nel 1922 e fu uccisa ad Auschwitz) è stato alquanto controverso a causa della questione se sia stata uccisa per la sua fede o per la sua etnia. Molti ebrei considerano la pretesa di attribuzione di martirio alla Stein come un atto di appropriazione dell'olocausto, ritenendo che invece fosse stata presa di mira dai nazisti per la sua etnia ebraica e non per la sua conversione al cattolicesimo. Questa preoccupazione di "appropriazione" non è unica, critiche simili essendo state fatte in merito a narrative cattoliche di convertiti vittime dell'Olocausto, "facendo sembrare che la Chiesa, non il popolo ebraico, sia stata la vittima principale del genocidio nazista.
Il conflitto sulla "croce di Auschwitz" installata nei pressi di Auschwitz I caratterizza queste controversie, siccome Auschwitz è anche il luogo del martirio (secondo la Chiesa cattolica) di santi come Massimiliano Kolbe.

### Critiche cristiane
Alcuni teologi cristiani hanno anche criticato la tendenza a "storicizzare" e "dogmatizzare" certi eventi politici o secolari, come l'olocausto, che non fanno parte della teologia come intesa tradizionalmente, cioè come teologia ermeneutica, Fidei Depositum e rivelazione divina, e non teologia come sociologia, filosofia, storia o politica.
Ad esempio, durante l'affare Williamson, Robert Wister dichiarò pubblicamente che i commenti negazionisti fatti dal controverso vescovo della Fraternità Sacerdotale San Pio X potrebbero essere "offensivi ed erronei", ma "non eretici" e "non un reato scomunicabile", chiamando Williamson "non un eretico, ma ... un bugiardo".